# Bhawania goodei
Espèce
Synonymes
- Chrysopetalum elegans Bush in Verrill, 1900
- Palmyra elongata Grube, 1856

Bhawania goodei est une espèce de vers marins polychètes de la famille des Chrysopetalidae (ordre des Phyllodocida).

## Systématique
L'espèce Bhawania goodei a été décrite en 1884 par le zoologiste américain, spécialiste des annélides Harrison Edwin Webster (d) (1841-1906),.

## Répartition
L'espèce se rencontre dans les océans Indien et Pacifique, dans Atlantique centre ouest et en mer Méditerranée. Elle se rencontre aux profondeurs comprises entre 0 et 23 m.

## Description
Le plus grand spécimen en possession de Webster lors de sa publication de 1884 mesurait 50 mm de long pour 3 mm de large. Mais la plupart des autres spécimens mesuraient seulement 10 mm avec une largeur équivalente à celle du plus grand.

## Étymologie
Son épithète spécifique, goodei, lui a été donnée en l'honneur de l'ichtyologiste américain George Brown Goode (1851-1896) qui a collecté les spécimens analysés.

## Publication originale
- (en) Professor H. E. Webster, « Annelida from Bermuda, collected by G. Brown Goode », Bulletin - United States National Museum, Washington, vol. 25,‎ 1884, p. 305-327 (ISSN 0362-9236, OCLC 1284235, BNF 37329489, lire en ligne).